# Chomatobius orizabae
Chomatobius orizabae är en mångfotingart som först beskrevs av Chamberlin 1944.  Chomatobius orizabae ingår i släktet Chomatobius och familjen trädgårdsjordkrypare. Inga underarter finns listade i Catalogue of Life.